# كارينو
كارينو هي كومونا في مقاطعة ليكو في منطقة لومباردي الإيطالية ، وتقع على بعد حوالي 45 كيلومتر (28 ميل) شمال شرق ميلانو وحوالي 8 كيلومتر (5 ميل) جنوب شرق ليكو .
اعتبارًا من 31 ديسمبر 2004 ، كان عدد سكانها 1،476 نسمة ومساحتها 7.9 كيلومتر مربع (3.1 ميل2) . 

## الروابط الخارجية
- www.comune.carenno.lc.it/